# Cimo Röcker
Cimo Patric Röcker (Schneverdingen, 1994. január 21. –) német korosztályos válogatott labdarúgó, aki jelenleg a Hannover 96 II játékosa.

## Statisztika
| Klub információ       | Klub információ       | Klub információ       | Bajnokság | Bajnokság | Kupa      | Kupa      | Nemzetközi | Nemzetközi | Összesen | Összesen |
| Szezon                | Klub                  | Bajnokság             | Mérk.     | Gól       | Mérk.     | Gól       | Mérk.      | Gól        | Mérk.    | Gól      |
| Németország           | Németország           | Németország           | Bajnokság | Bajnokság | DFB-Pokal | DFB-Pokal | UEFA       | UEFA       | Összesen | Összesen |
| --------------------- | --------------------- | --------------------- | --------- | --------- | --------- | --------- | ---------- | ---------- | -------- | -------- |
| 2011–12               | Werder Bremen II      | 3. Liga               | 2         | 0         | 0         | 0         | 0          | 0          | 2        | 0        |
| 2012–13               | Werder Bremen II      | Regionalliga Nord     | 9         | 1         | 0         | 0         | 0          | 0          | 9        | 1        |
| 2013–14               | Werder Bremen II      | Regionalliga Nord     | 5         | 0         | 0         | 0         | 0          | 0          | 5        | 0        |
| 2014–15               | Hannover 96 II        | Regionalliga Nord     | 14        | 0         | 0         | 0         | 0          | 0          | 14       | 0        |
| Összesen              | Németország           | Németország           | 30        | 1         | 0         | 0         | 0          | 0          | 30       | 1        |
| Karrier teljesítménye | Karrier teljesítménye | Karrier teljesítménye | 30        | 1         | 0         | 0         | 0          | 0          | 30       | 1        |

## Sikerei, díjai
- Németország U17
  - U17-es labdarúgó-Európa-bajnokság ezüstérmes: 2011
  - U17-es labdarúgó-világbajnokság bronzérmes: 2011